# Петрова Олександра Валеріївна
Олександра Валеріївна Петрова (рос. Александра Валерьевна Петрова, нар. 18 вересня 1980, Чебоксари, Чуваська АРСР, РРФСР, СРСР — 16 вересня 2000, Чебоксари, Російська Федерація) — російська модель, переможниця Міс Росія 1996 і інших конкурсів краси.

## Біографія
У 1996 р. фінал національного конкурсу «Міс Росія» транслювався на каналі «Россия» в прямому ефірі 14 грудня. Вперше він проходив поза межами столиці — у Великому Новгороді. З 40 учасниць — переможниць регіональних турів, найкращою визнана 16-річна Саша Петрова з міста Чебоксари.
У 1997 р. вона брала участь у численних телепередачах, шоу-програмах, презентаціях, працювала в ролі фотомоделі. За рік Саша побувала в багатьох країнах світу, взяла участь у трьох міжнародних конкурсах. До звання «Міс Росія» вона додала золоту медаль Світового чемпіонату з мистецтв у номінації «модель», отримала пропозицію про роботу в Голлівуді.
У липні 1997 р. Олександра Петрова визнана найкращою на міжнародному модельному конкурсі «Міс Модел Інтернешнл», в якому брали участь представниці 53 країн.
Наприкінці 1997-го в Чувашії, на батьківщині Олександри, проведено конкурс «Людина року». Олександра Петрова перемогла і тут.
У 1999 р. брала участь у конкурсі Міс Всесвіт .
Попри різноманітні і привабливі запрошення закордонних агентств, вона залишилася в рідній Чувашії.

## Загибель
16 вересня 2000 р. Олександра вбита в Чебоксарах одним пострілом в голову, не доживши до 20-річчя два дні. Разом з нею застрелені двоє підприємців, на квартирі одного з яких вона перебувала.